# Parc national de la vallée de la Basse-Oder
Le parc national de la vallée de la Basse-Oder (Nationalpark Unteres Odertal) est un parc national du Brandebourg au nord-est de l'Allemagne dans l'arrondissement d'Uckermark qui comme son nom l'indique protège le début de la vallée de l'Oder. Sa superficie est de 165 km2. Il se trouve à la frontière de la Pologne. Du côté polonais, se trouve son pendant, le parc paysager de la vallée de la Basse-Oder, d'une superficie de 60 km2. Un conseil environnemental germano-polonais a décidé de leurs créations en 1992.

## Géographie et faune

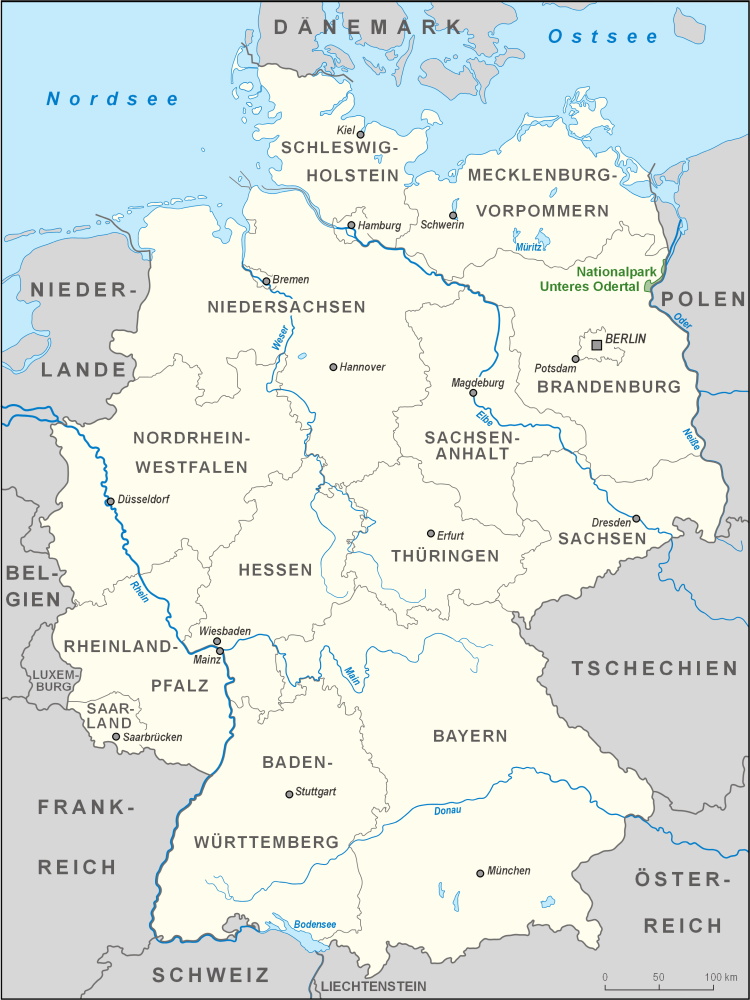
Emplacement du parc national

On y trouve des paysages intacts de polders. Sa faune comprend entre autres nombre d'espèces d'oiseaux protégés, comme le cygne chanteur, le râle des genêts, le combattant varié, la barge à queue noire, la guifette noire, ou encore le loriot.
On remarque aussi des martins-pêcheurs et des phragmites dont les chants sont caractéristiques. Des cigognes viennent aussi coloniser la région chaque saison, ainsi que quelques couples de cigognes noires. Les colonies de guifettes leucoptères y sont les plus importantes d'Allemagne avec une cinquantaine de couples. Parmi les oiseaux de proie, le busard cendré et le pygargue à queue blanche y trouvent un habitat favorable.
Chez les mammifères, les loutres et les castors profitent de cet environnement aquatique.
Le site est reconnu site Ramsar le 31 juillet 1978.

## Galerie

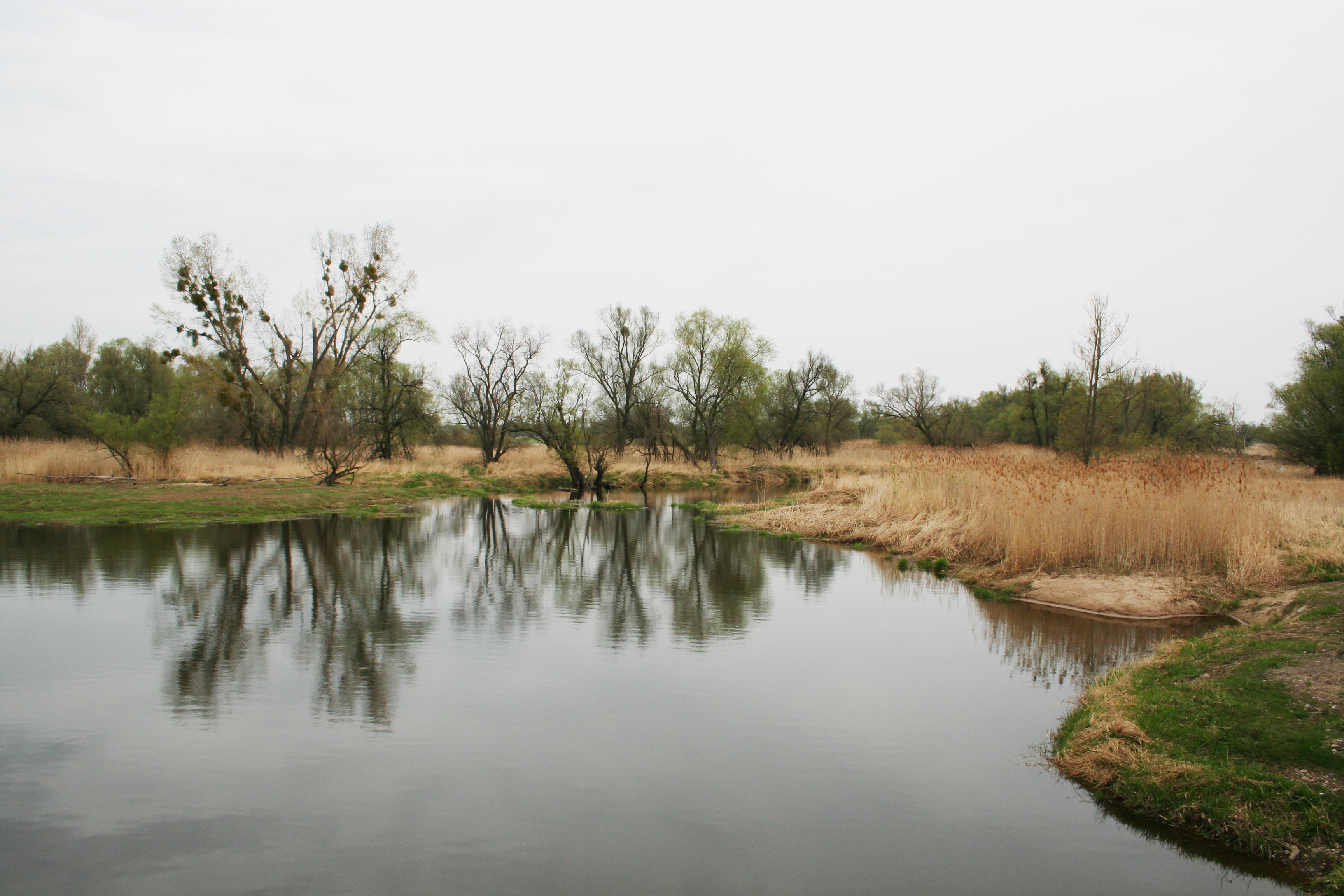
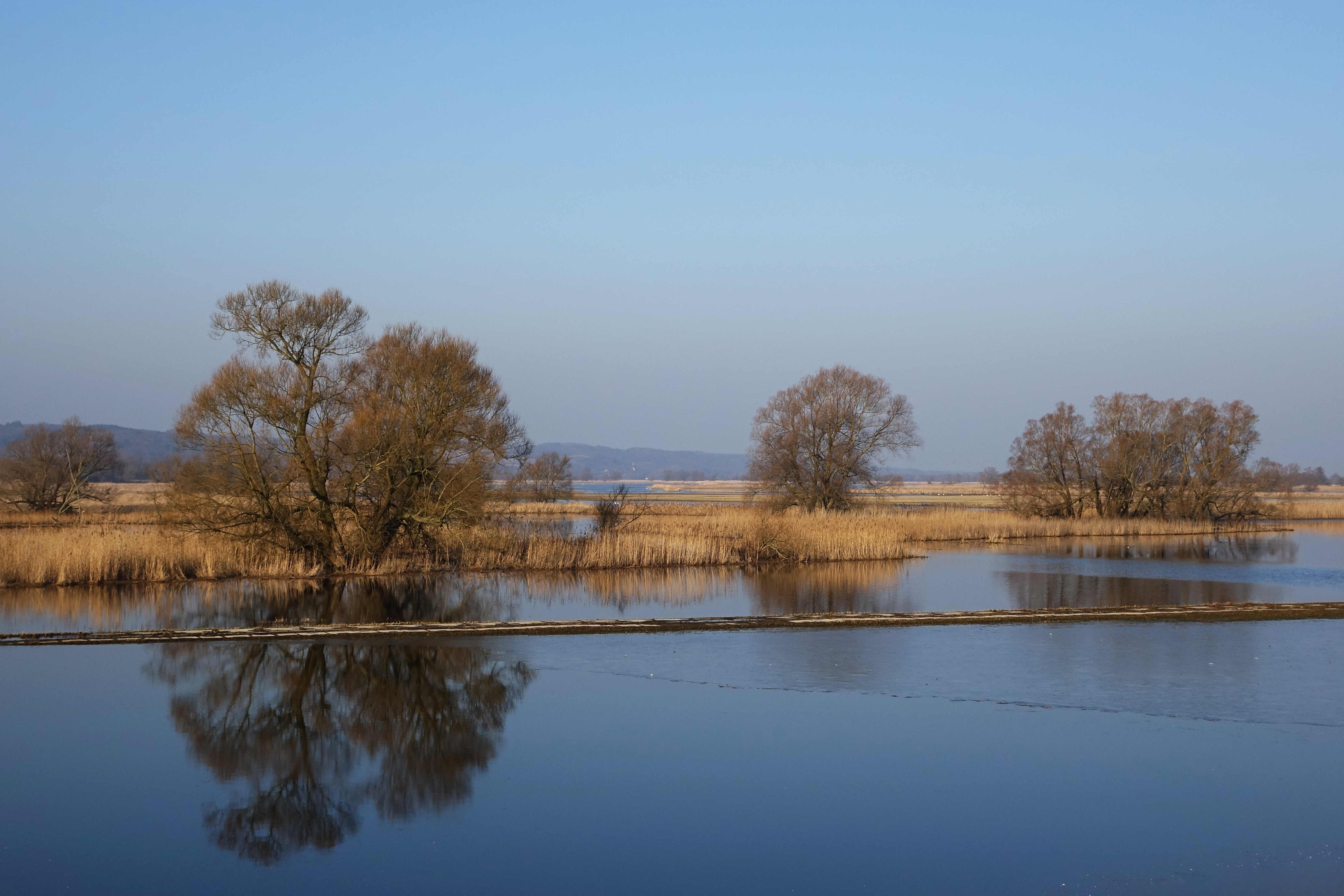
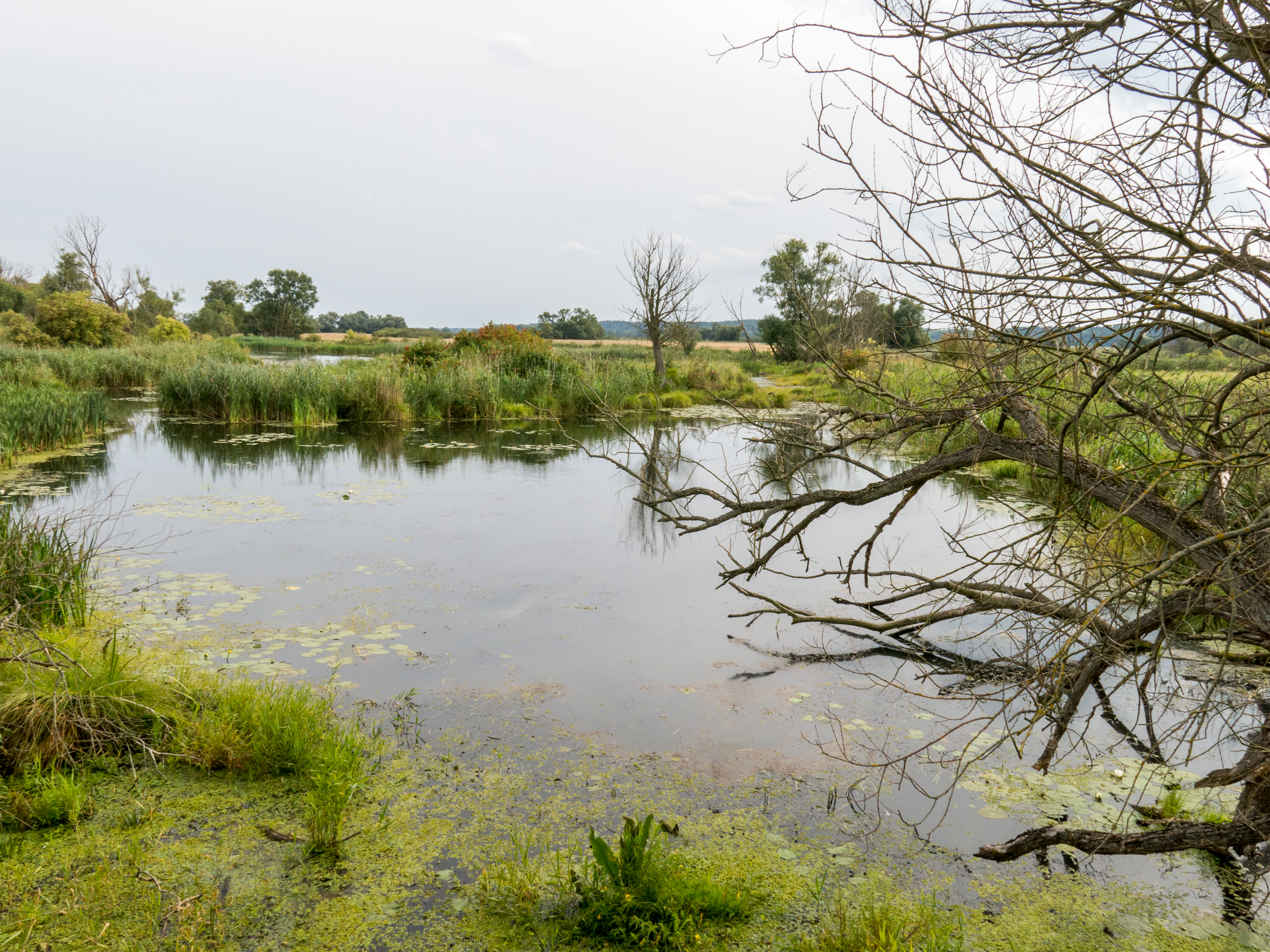
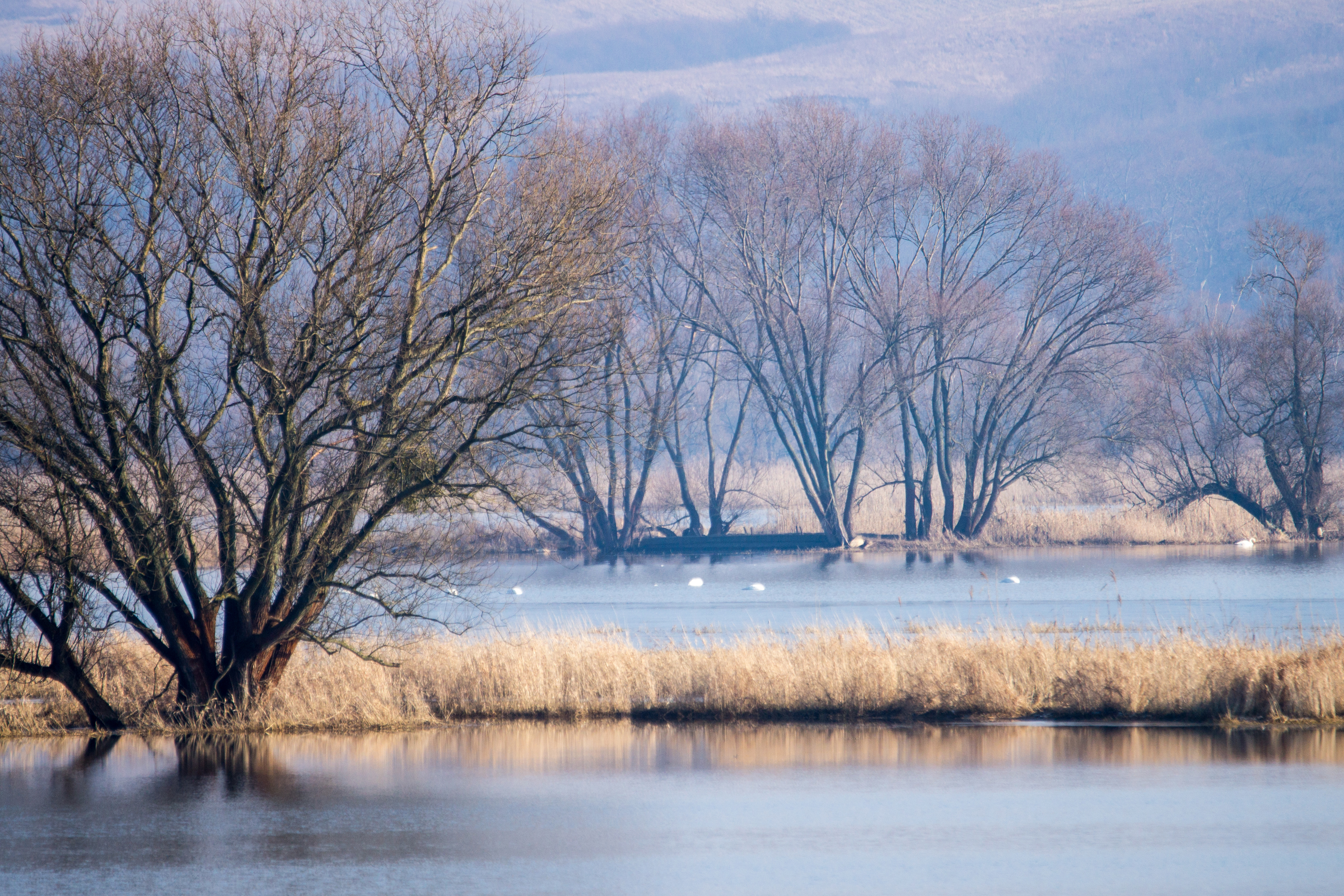
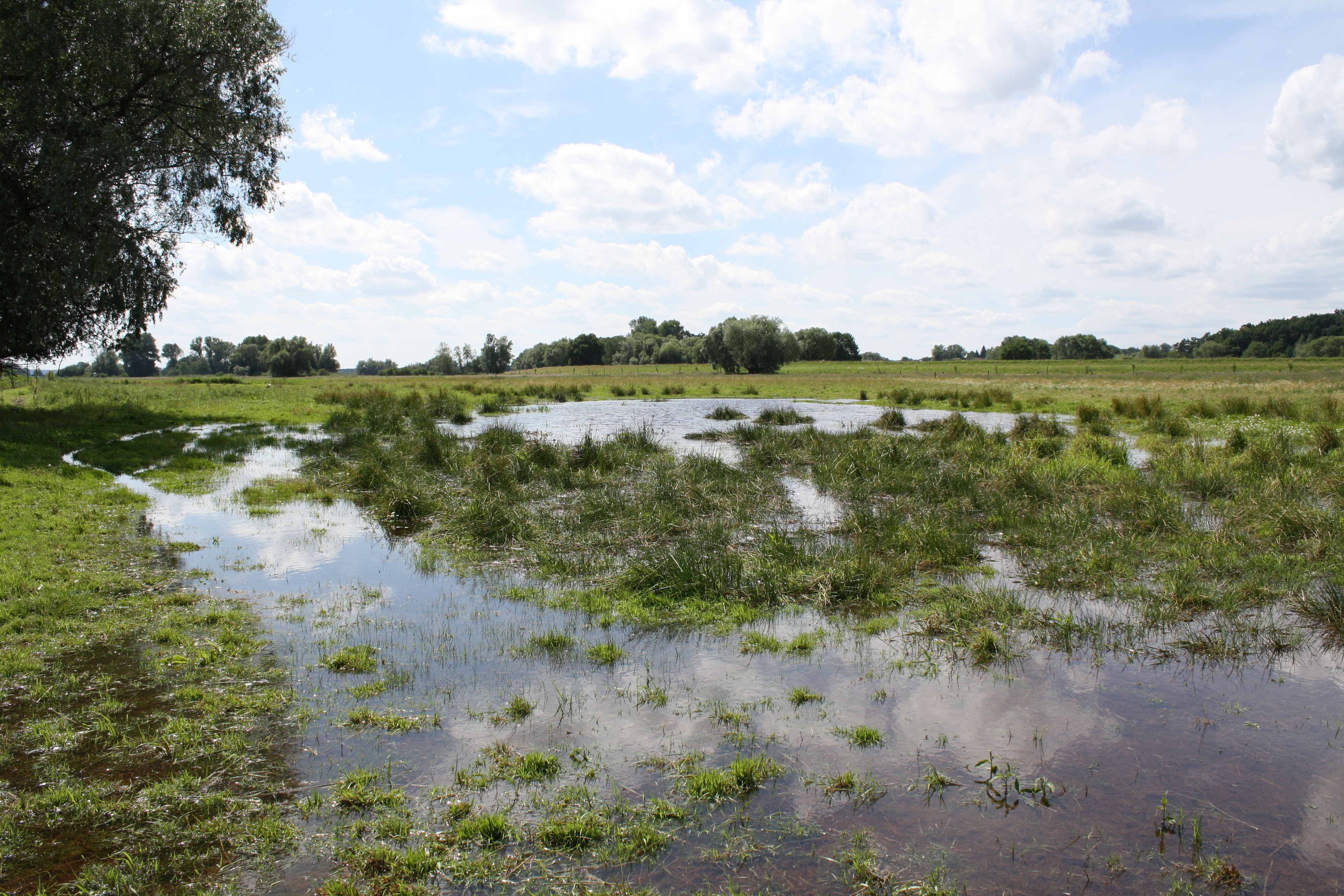
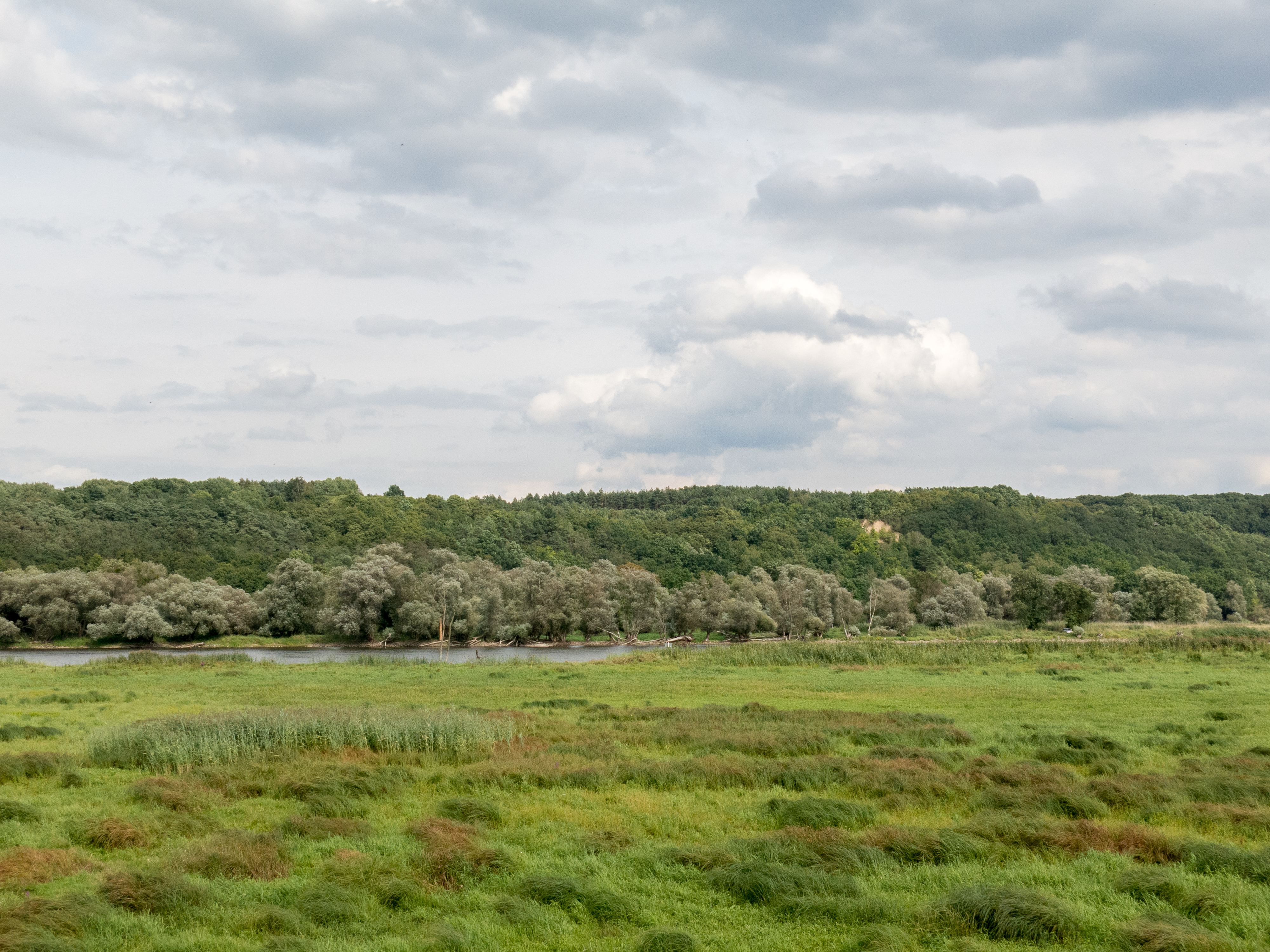